# Kouyous
Les Kouyous ou plus fidèlement Koyos, sont une population d'Afrique centrale vivant à l'est du Gabon, au centre de la république du Congo et à l'ouest de la république démocratique du Congo. Leur nombre a été estimé à plus de 40 000.
Installés le long de la rivière Kuyu, les Kouyous sont un groupe ethnique. Ils sont divisés en deux groupes de part et d'autre de la rivière, selon un culte différent à un ancêtre, le serpent à l'est de la rivière et la panthère à l'ouest.

## Ethnonymie
Selon les sources, on observe quelques variantes : Koyo (forme originale en langue Kouyou), Kouyou, Kouyous, Kuyu.

## Langue
Leur langue est le kuyu (ou ekoyo, kouyou, koyo), une langue bantoue, dont le nombre de locuteurs a été estimé à un millier.

## Culture
Lors des cérémonies d'initiation, le clan des panthères est représenté par sept tam-tam et celui des serpents par un danseur portant une robe en raphia et tournant sur lui-même. Le danseur porte un cimier de danse appelé éouya. Il s'agit d'une tête en bois, sculptée et peinte, attachée au vêtement au niveau du cou. Appelée aujourd'hui kebe kebe, la danse est suivie par celle des chefs, des dieux Ebolita (la mère) et Djoku (le père), puis par le grand serpent Ebongo. La cérémonie avait autrefois pour but de renforcer l'identité des initiés et de vanter leur prouesses.
Le cimier avait le plus souvent une forme cylindrique, de petites oreilles, des dents pointues, des motifs sculptés et des traits représentant des scarifications, propres à la tradition. La tête est surmontée de deux coques séparées par une raie, à l'image des coiffures portées par les femmes. Aujourd'hui, des personnages politiques ou contemporains sont souvent personnifiés sur les cimiers.

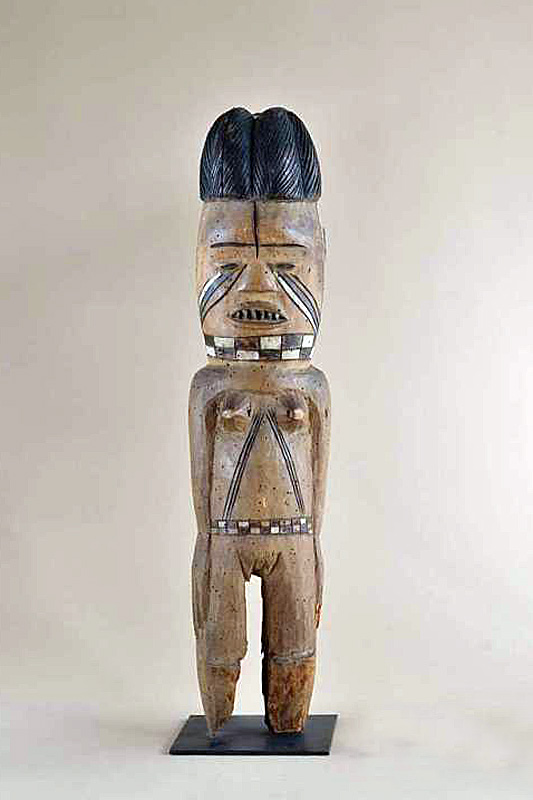
Statue féminine[5].
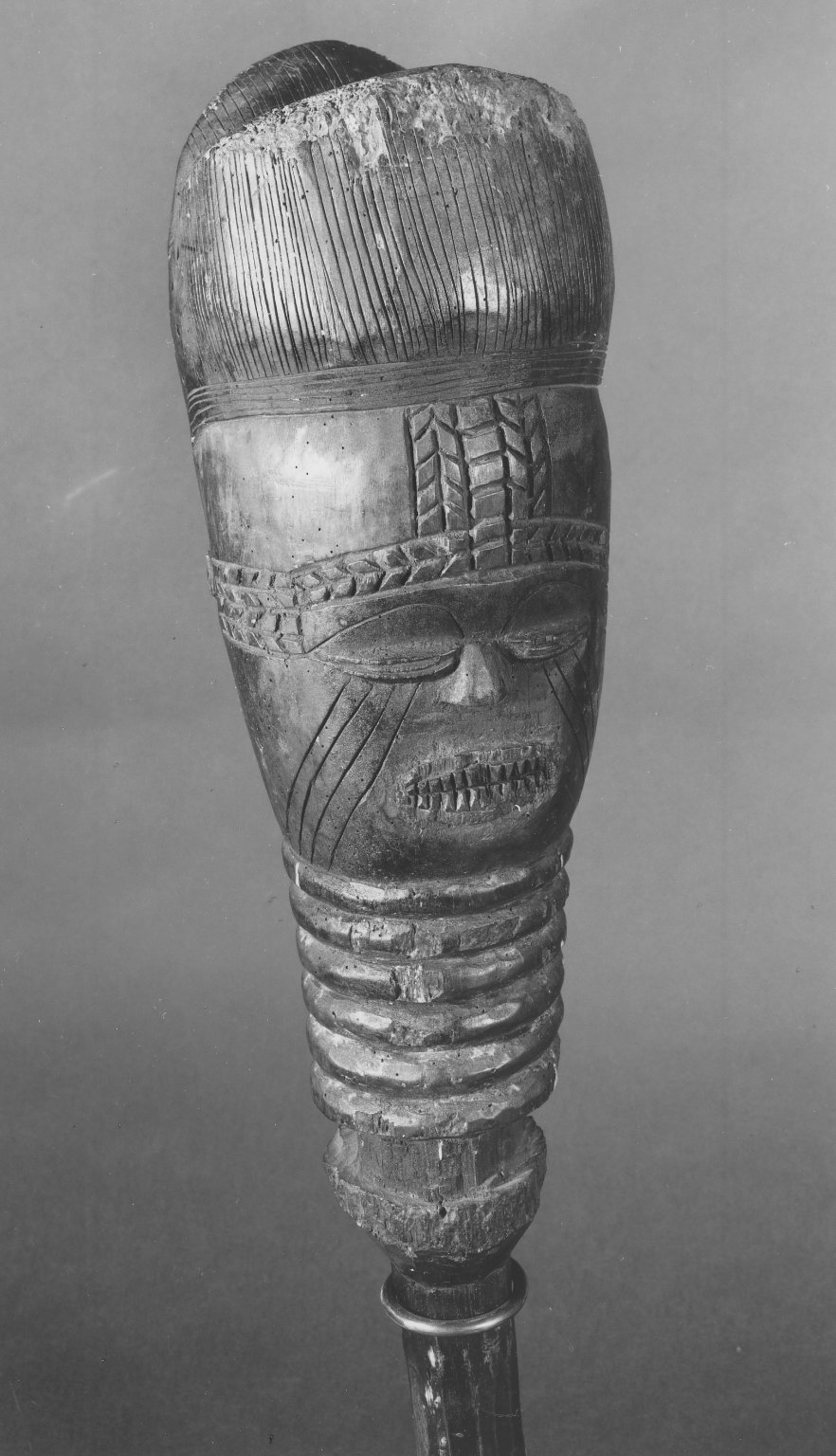
Pommeau sculpté[6].
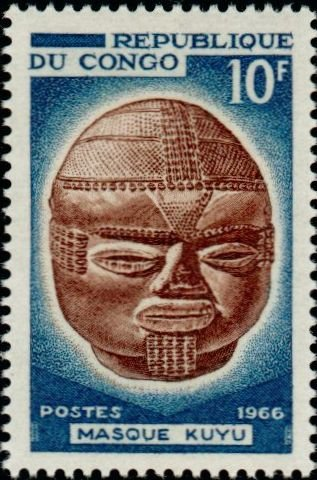
Masque (timbre émis en 1966 par la république du Congo).
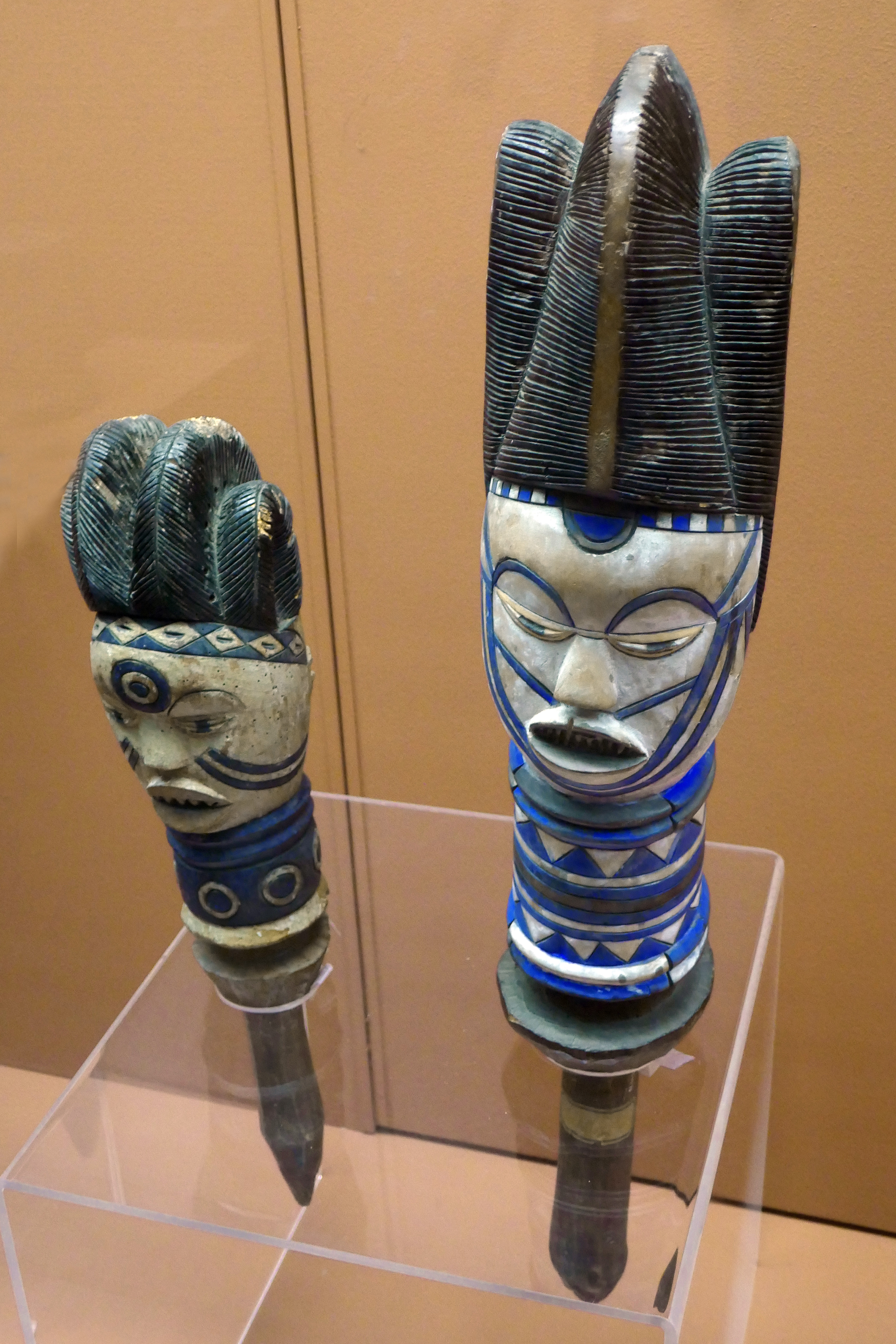
Têtes sculptées kebe kebe[7].
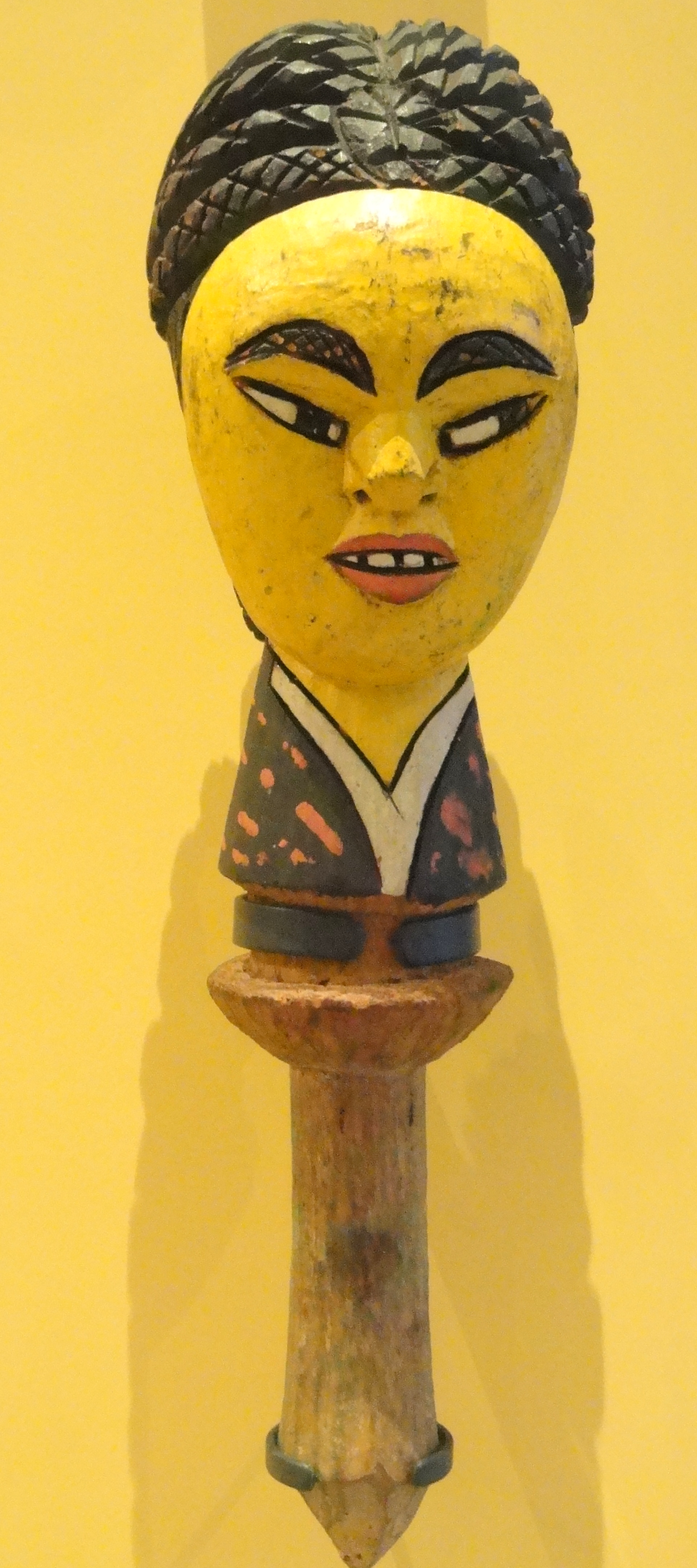
Marionnette kebe kebe[8].
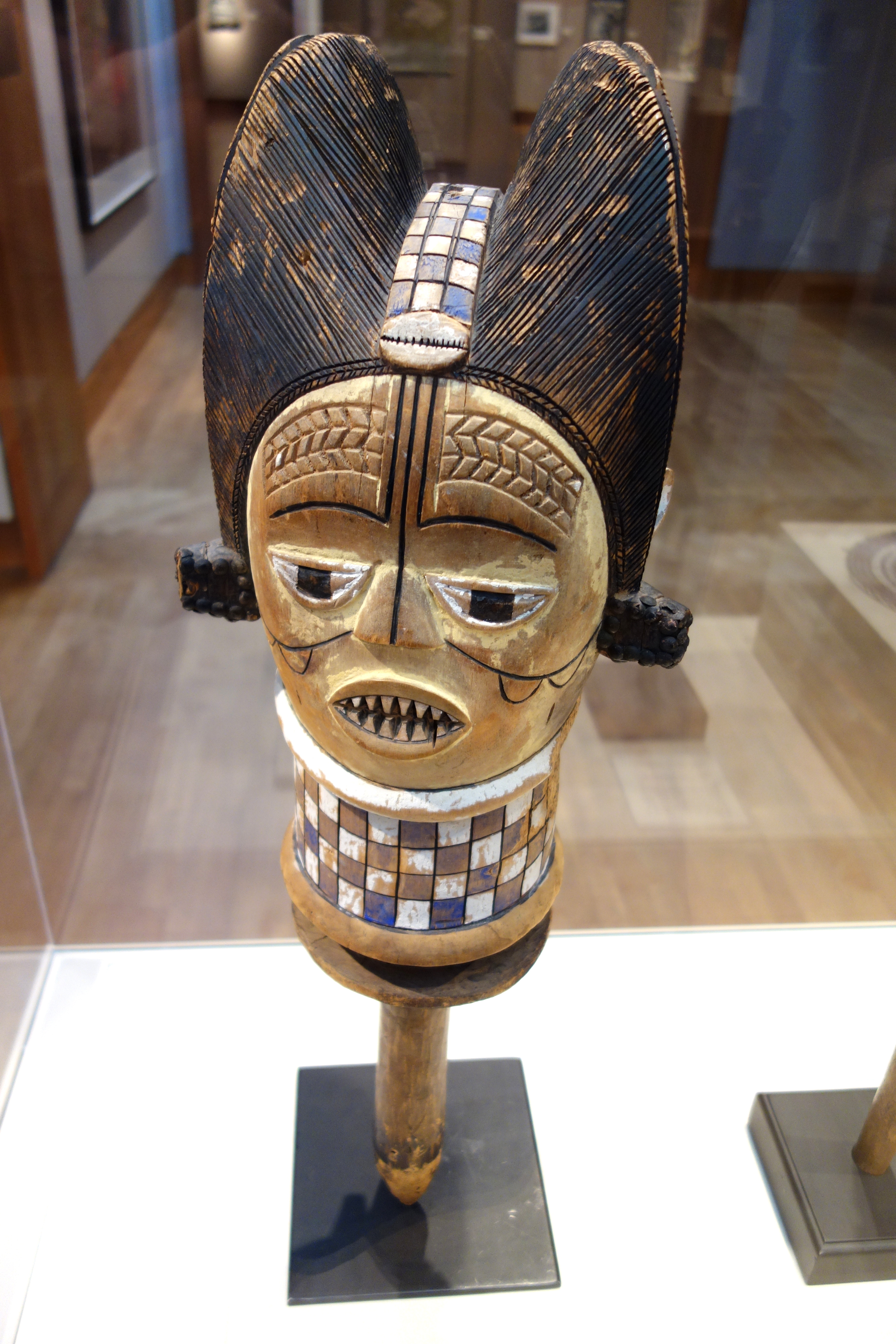
Cimier de danse[9].